# ベトナム第2野戦軍
ベトナム第2野戦軍（ベトナムだい2やせんぐん、Ⅱ Field Force, Vietnam）は、アメリカ陸軍がベトナム戦争中に有した軍団(Corps)規模のコマンド(Command)である。

## 概要
第2野戦軍は第二次世界大戦中にヨーロッパ作戦戦域で活動した第22軍団を母体として1966年3月15日に活性化され、その時点でアメリカ陸軍史上最大の軍団級コマンドであった。南ベトナム軍事援助司令部(MACV)に属し、ロンビン区(Long Binh)に司令部(headquarters)を設置していた。
第2野戦軍の担当地域はベトナム共和国陸軍（ARVN, 南ベトナム陸軍）が指定する第3軍団戦術区(III Corps Tactical Zone)とほぼ同一であった。第3軍団戦術区はサイゴンなど11の省を含む範囲で、のちに第3軍管区(Military Region 3)と改称されている。また1968年のテト攻勢や1970年のカンボジア作戦にも第2野戦軍隷下の部隊が参加している。
1971年5月2日、撤兵決定を受けて不活性化される。設備および連絡等の任務は第3地域支援コマンド(Third Regional Assistance Command, TRAC)に引き継がれた。

## 隷下部隊
- 第1歩兵師団
- 第9歩兵師団（英語版）
- 第25歩兵師団
- 第101空挺師団
- 第1騎兵師団
- 第82空挺師団第3旅団
- 第4歩兵師団第3旅団
- 第173空挺旅団
- 第196軽歩兵旅団（英語版）
- 第199軽歩兵旅団（英語版）
- 第11機甲騎兵連隊（英語版）
- 第12戦闘航空群（英語版）
- 第23砲兵群
- 第54砲兵群
- 第53信号大隊
- 第1オーストラリア任務部隊（英語版）
- タイ王国陸軍義勇部隊

## 歴代司令官
- ジョナサン・シーマン（英語版）中将（1966年3月 - 1967年3月）
- ブルース・パルマー・ジュニア（英語版）中将（1967年3月 - 1967年7月）
- フレデリック・ウェイアンド少将（1967年8月 - 1969年4月）
- ウォルター・カーウィン・ジュニア（英語版）少将（1968年8月 - 1969年4月）
- ジュリアン・イーウェル中将（1969年4月 - 1970年4月）
- マイケル・デヴィソン（英語版）（1970年4月 - 1971年5月）[1]